# Władysław Stefkowski
Władysław Stefkowski (ur. 20 czerwca 1923 w Drohobyczu, zm. 23 czerwca 1946 w Tarnawie Dolnej) – żołnierz partyzantki antykomunistycznej.

## Życiorys
Władysław Stefkowski urodził się 20 lub 26 czerwca 1923 w Drohobyczu. W 1930 r. wraz z rodziną przyjechał do Sanoka. Tutaj ukończył szkołę powszechną. W 1938 roku podjął pracę jako lakiernik w Sanockiej Fabryce Wagonów, gdzie pracował do końca wojny.
Latem 1944 zgłosił się na ochotnika do wojska, ale jego podanie odrzucono ze względu na zły stan zdrowia. Przyjęto go jednak na ochotnika do Milicji Obywatelskiej, gdzie złożył przysięgę 12 grudnia 1944 r.
Pracował w Komendzie Powiatowej MO w Sanoku i Komendzie Wojewódzkiej MO w Rzeszowie. 3 maja 1945 roku wraz z kolegą Stanisławem Kossakowskim zdezerterował z bronią w ręku. Następnie wyjechał na Ziemie Odzyskane.
Po powrocie wstąpił w Grabówce k. Brzozowa do oddziału lokalnej samoobrony pod dowództwem Mieczysława Bielca ps. Błysk. Po aresztowaniu Bielca przez UB i rozwiązaniu oddziału zorganizował wraz z Kossakowskim samodzielną grupę zbrojną, w której dowodzenie objął Kossakowski. 28 listopada 1945 roku z całą grupą, w proteście przeciwko kontaktom Kossakowskiego z UPA (który chciał współpracować z ukraińskimi nacjonalistami w walce z komunistami), podporządkował się mjr Antoniemu Żubrydowi.

### Samodzielny Batalion Operacyjny NSZ „Zuch”

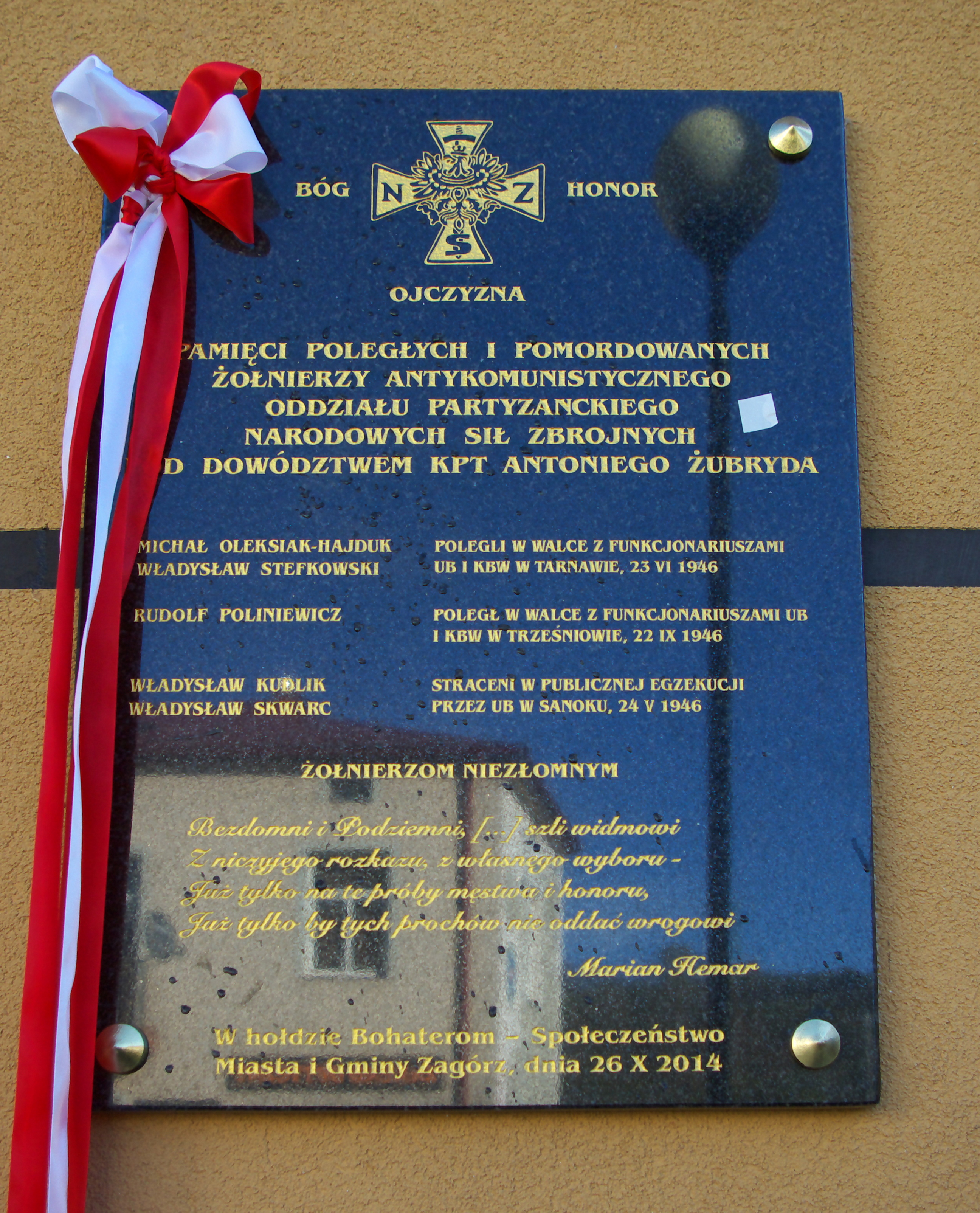
Tablica upamiętniająca pięciu żołnierzy NSZ - w tym Władysława Stefkowskiego - na budynku kina Sokół w Zagórzu (2014).

W batalionie mjra Antoniego Żubryda Władysław Stefkowski wszedł w skład III kompanii bazującej w Niebieszczanach, dowodzonej przez Kazimierza Kocyłowskiego.

### Prowokacja Informacji Wojskowej i UB
W połowie 1946 roku komunistyczny apart bezpieczeństwa nasilił działania mające na celu likwidację podziemia niepodległościowego w Sanockiem. Ponieważ oddział Żubryda był podzielony na trzy kompanie i wykazywał znaczną ruchliwość, a jednocześnie miał wsparcie lokalnej ludności, postanowiono, że najlepszą metodą jego rozbicia będzie wprowadzenie do oddziału agentów. Z uwagi na fakt, że oddział Żubryda w znacznej mierze składał się z dezerterów z ludowego Wojska Polskiego oraz MO, postanowiono, że zwerbowani agenci będą udawać dezerterów.
Jak wynika z meldunku skierowanego do dyrektora Departamentu III MBP przez naczelnika III Wydziału WUBP w Rzeszowie kpt. Tomasza Wiśniewskiego, operacja wprowadzenia agentów do oddziału Żubryda powiodła się. Z dokumentów wynika również, że agentów wprowadził zarówno Urząd Bezpieczeństwa, jak i Informacja Wojskowa. O tym jak tajne były to operacje świadczy fakt, że obie instytucje nie wiedziały o swoich akcjach.
Wprowadzonych agentów było sześciu, a wśród nich trzech żołnierzy zwerbowanych przez Informację Wojskową: Leon Lewczuk, Marian Wojciechowski i Zdzisław Chromiński. Dwóch z nich nosiło pseudonimy: „Zuch” oraz „Bystry”. Agentów zwerbowano na podstawie danych świadczących o tym, że „w trakcie spotkania z bandą Żubryda [...] walki z nią nie podjęli”. Po ich dokładnym poinstruowaniu wymyślono historię, na podstawie której wymienieni, jako dezerterzy z 8 Dywizji Piechoty, mieli połączyć się z batalionem Żubryda. Realizując dokładnie instrukcję, 15 czerwca 1946 r. dotarli oni w okolice Niebieszczan, gdzie kwaterowali Kazimierz Kocyłowski, Mieczysław Dąbrowiecki, N.N. „Andersiak” i Michał Oleksiak. „Dezerterzy” zdobyli szybko ich zaufanie, zostali więc przyjęci do grupy i otrzymali broń. W grupie występowali prawdopodobnie pod swoimi prawdziwymi imionami: Leon, Zdzisław i Marian. Tak powiększona grupa udała się jeszcze do wsi Dudyńce, gdzie został spalony dom sołtysa, którego podejrzewano, że przyczynił się do ujęcia trzech „żubrydowców”: Władysława Kudlika, Władysława Skwarca (powieszonych 24 maja na sanockim stadionie) i Zdzisława Daniły.
20 czerwca Kazimierz Kocyłowski, Mieczysław Dąbrowiecki, N.N. „Andersiak” i Michał Oleksiak przeszli do Tarnawy Dolnej. W tej miejscowości oraz w sąsiedniej - Tarnawie Górnej - kwaterowali pozostali aktywni „żubrydowcy”: Władysław Stefkowski, Tadeusz Lipski vel Puchacz, Stanisław Kabala, Rudolf Poliniewicz i Ludwik Kolano. 21 czerwca Kazimierz Kocyłowski, Ludwik Kolano, N.N. „Andersiak” oraz trzech „dezerterów” wyszło z Tarnawy Dolnej do Haczowa, gdzie miał przebywać Żubryd. Po drodze partyzanci zatrzymali się w Płowcach na nocleg. Nocowali na boisku u N.N. gospodarza. 23 czerwca około godz. 3 agenci Informacji Wojskowej zaatakowali śpiących. Kazimierz Kocyłowski został ranny i obezwładniony, pozostali dwaj: Ludwik Kolano i N. N. „Andersiak” zostali podczas snu zastrzeleni. Po zatrzymaniu agenci wsadzili Kocyłowskiego na furmankę i odwieźli do siedziby Informacji Wojskowej w Sanoku.
Z Sanoka zaalarmowano żołnierzy KBW. Część z nich udała się w kierunku Niebieszczan, a część zdrajcy poprowadzili do Tarnawy Dolnej, gdzie kwaterowali pozostali „żubrydowcy”. Wojsko zbliżało się do Tarnawy tyralierą. Na jej czele szli agenci, co miało zmylić wartowników. Podstęp udał się. W otoczonym domu zaskoczeni zostali trzej partyzanci: Władysław Stefkowski, Mieczysław Dąbrowiecki i Michał Oleksiak. Władysław Stefkowski, który na progu domu czyścił buty, został zastrzelony, Dąbrowieckiego zaskoczono w kuchni, bez broni i tylko Michał Oleksiak zdołał wycofać się na strych, jednak otoczony popełnił samobójstwo, strzelając sobie w głowę.
W Księdze Zmarłych 1946–1958 Sanok, prowadzonej w Parafii Przemienienia Pańskiego w Sanoku, podano, że Michał Oleksiak (ur. 20 maja 1928, zamieszkały w Sanoku przy ulicy 3 Maja 8) i Władysław Stefkowski (ur. 26 czerwca 1923, zamieszkały w Sanoku przy ulicy Rynek 7) zostali zabici 22 czerwca 1946 w Płowcach pod Sanokiem).
Do dziś nie udało się ustalić, co stało się z ciałami zamordowanych żołnierzy, w tym Władysława Stefkowskiego.

## Upamiętnienie
W dniach 24–26 października 2014 Związek Strzelecki Rzeczypospolitej zorganizował"„V Rajd Śladami Żołnierzy Wyklętych im. Antoniego Żubryda”. Rajd przeszedł trasą Malinówka – Brzozów – Zagórz. Kulminacyjnym momentem Rajdu była msza święta w kościele parafialnym w Starym Zagórzu, po której nastąpił przemarsz strzelców przez miasto do kina "Sokół", gdzie nastąpiło odsłonięcie tablicy upamiętniającej pięciu żołnierzy NSZ oddziału Antoniego Żubryda związanych z miejscowościami obecnej Gminy Zagórz. Uhonorowani zostali Władysław Stefkowski, Michał Oleksiak, Rudolf Poliniewicz, Władysław Skwarc oraz Władysław Kudlik. Projektantem tablicy był Jerzy Tarnawski, wykonawcą Łukasz Sitek; w inskrypcji zawarto cytat z wiersza pt. „O wielkim bojowniku” autorstwa Mariana Hemara.